# Carboxylgruppe
En carboxylgruppe eller syregruppe er inden for organisk kemi betegnelsen for den funktionelle gruppe -COOH. Den indgår i carboxylsyrer. Carboxylgruppen består af et carbonatom bundet til et oxygenatom ved en dobbeltbinding og til en hydroxylgruppe ved en enkeltbinding. Hydrogenatomet i en carboxylgruppe er surt og kan fraspaltes som en hydron (proton eller hydrogenion, H+) i tilstedeværelse af en base. Den funktionelle gruppe -COOH er kendt som fedtsyre.